# Drávacsepely
Drávacsepely ist eine ungarische Gemeinde im Kreis Siklós im Komitat Baranya.

## Geografische Lage
Drávacsepely liegt acht Kilometer südwestlich der Stadt Harkány und fünf Kilometer nördlich der Grenze zu Kroatien. Nachbargemeinden sind Drávaszerdahely, Kémes und Rádfalva.

## Geschichte
Drávacsepely wurde im Jahr 1177 erstmals urkundlich erwähnt.
Im Jahr 1913 gab es in der damaligen Kleingemeinde 89 Häuser und 414 Einwohner auf einer Fläche von 1149 Katastraljochen. Sie gehörte zu dieser Zeit zum Bezirk Siklós im Komitat Baranya.

## Sehenswürdigkeiten
- Reformierte Kirche, erbaut 1802 im Zopfstil
- See (Hosszú-tó)
- Weltkriegsdenkmal (Hősök emlékműve)

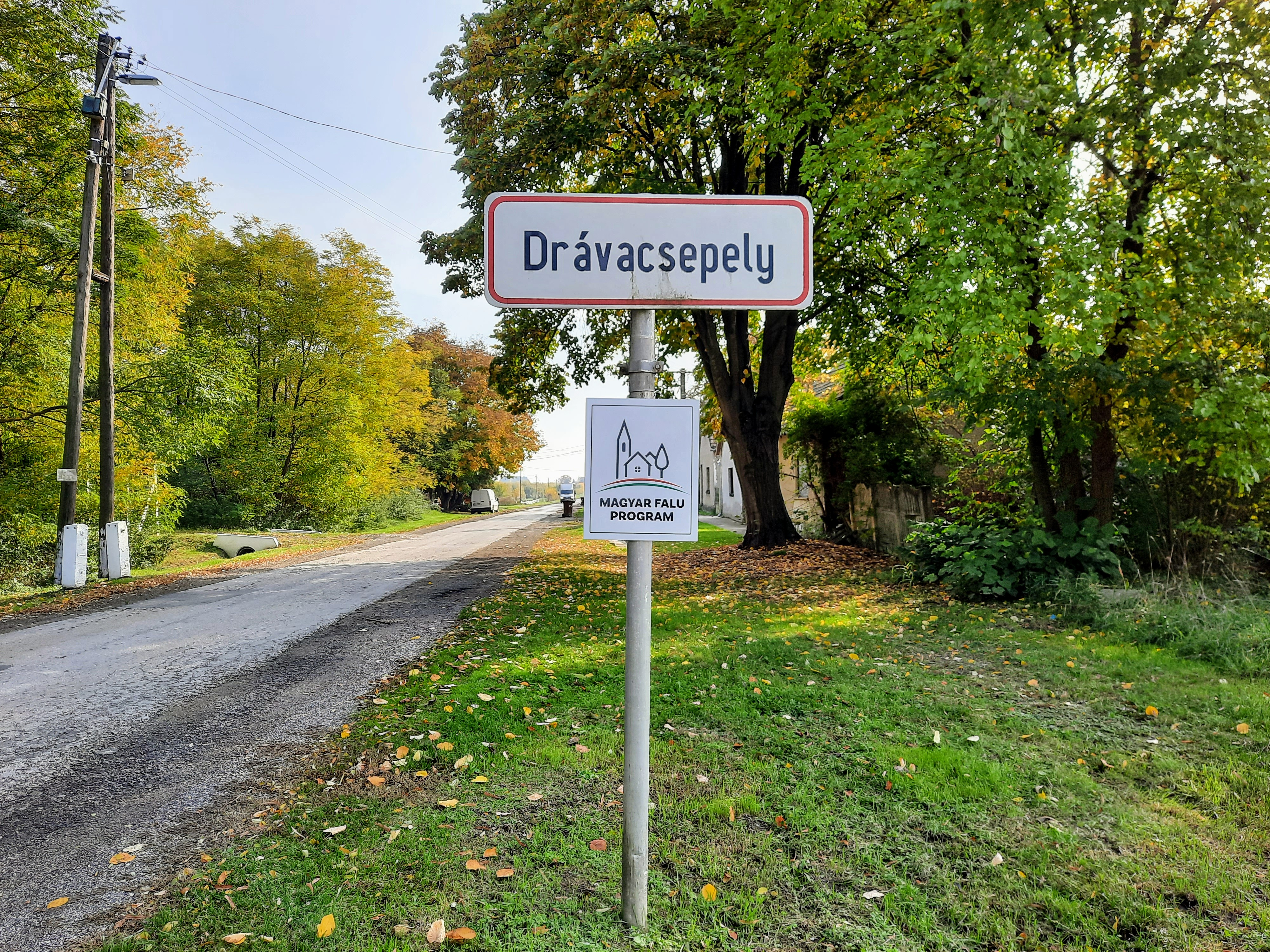
Ortseingang
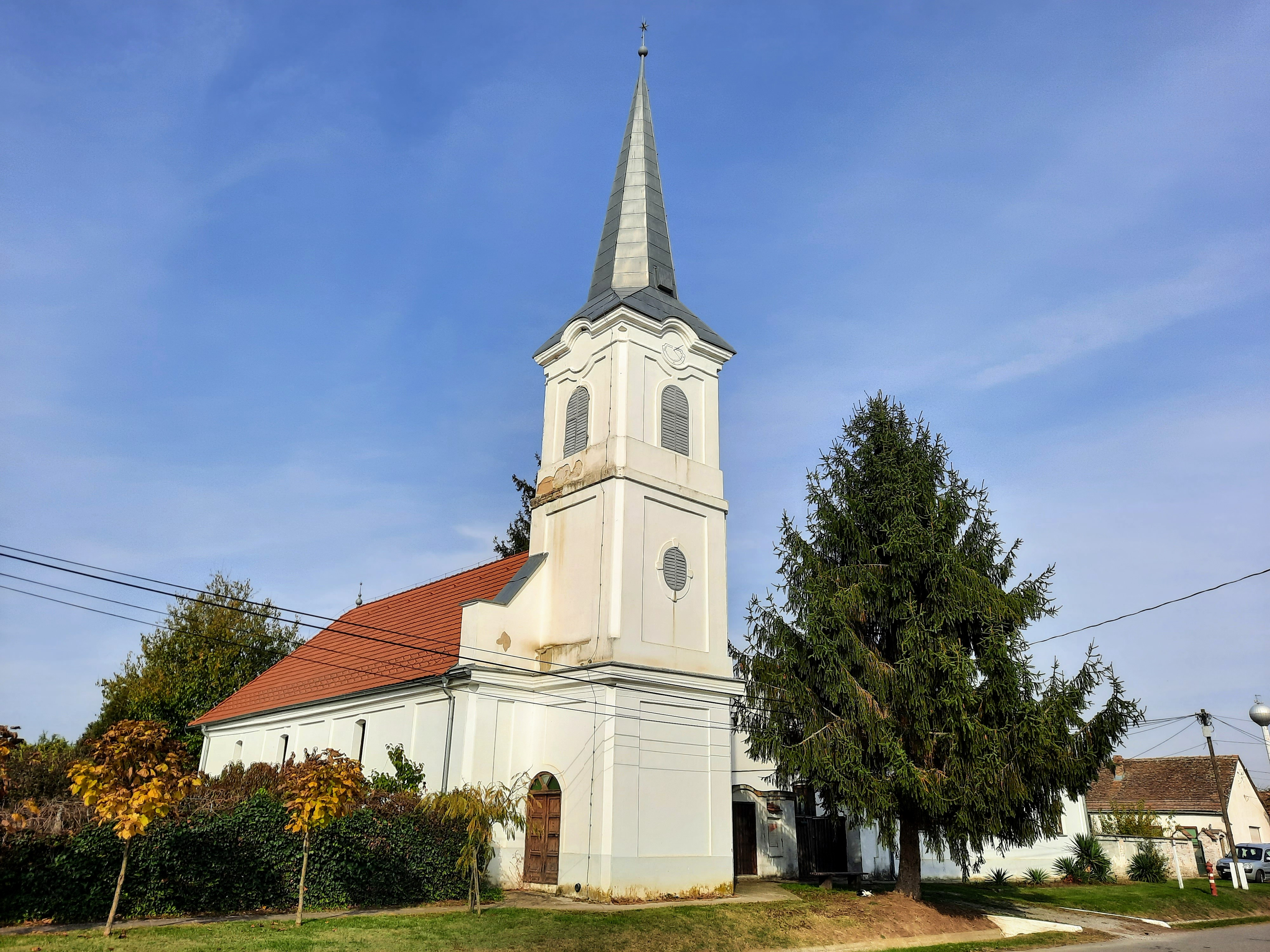
Reformierte Kirche
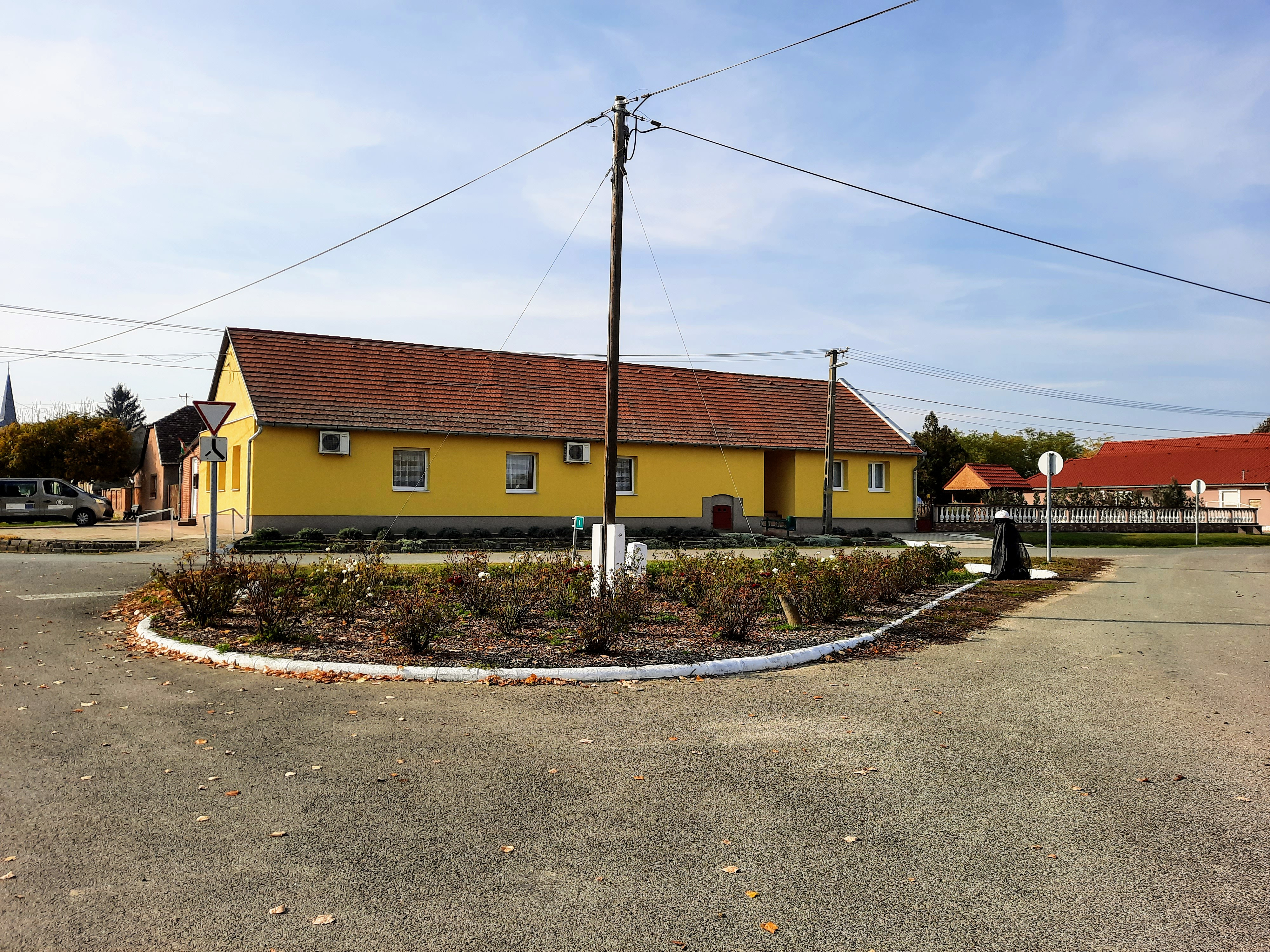
Wendeschleife für den Bus
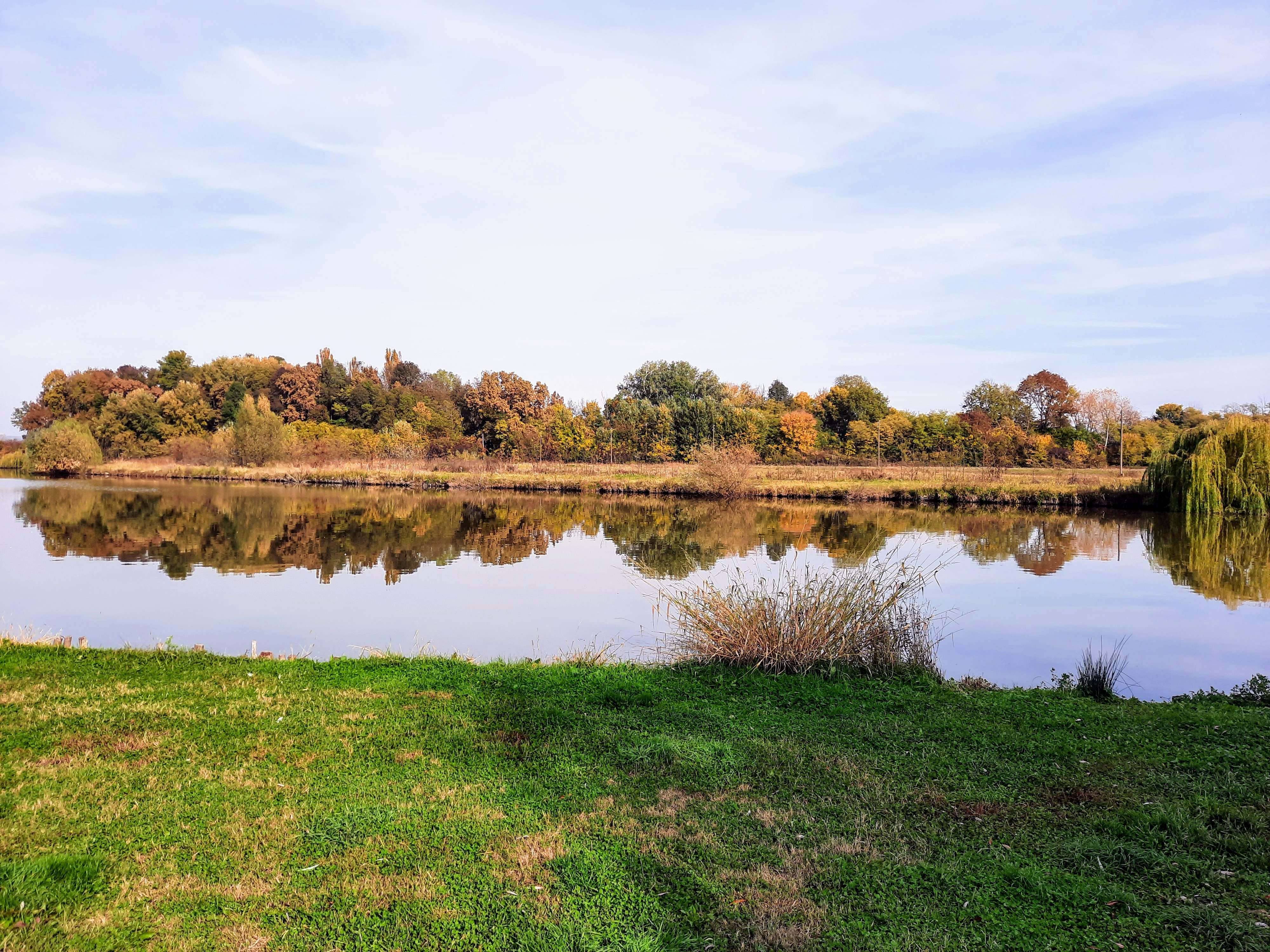
See (Hosszú-tó)

## Verkehr
Nördlich des Ortes verläuft die Landstraße Nr. 5804. Der nächstgelegene Bahnhof befindet sich ungefähr 23 Kilometer entfernt in der Stadt Sellye.